# Antonio Manuel Pérez Álvarez
Antonio Manuel Pérez Álvarez (nacido en Vigo el 1 de enero de 1947) es un empresario español nacionalizado estadounidense.

## Educación y Formación
Nacido en Vigo (España); su padre Antonio Pérez Vázquez (natural de Ribadavia) era un exportador de pescado en el barrio marinero de O Berbés (Vigo). Debido a las duras condiciones de trabajo en el Puerto de Vigo, Antonio Manuel Pérez Álvarez decidió no seguir el negocio familiar de exportación de pescado y decidió estudiar ingeniería electrónica y marketing & negocios en España y Francia; en donde se graduó en la Universidad Politécnica de Madrid. Posteriormente, obtuvo un MBA en la INSEAD.
Además, en el año 2009, recibió un doctorado honorífico de la Universidad de Rochester.

## Trayectoria empresarial
Antonio Manuel Pérez Álvarez ha ejercido como consultor independiente para grandes empresas de inversión, prestando servicios de asesoramiento sobre el efecto de los cambios tecnológicos en los mercados financieros. Algunos de sus puestos fueron los siguientes: Presidente y Director Ejecutivo de Gemplus International (entre junio del año 2000 y diciembre del año 2001) y director de Schering - Plough Corporation (desde 2007 hasta noviembre de 2009). Además, también permaneció durante un periodo de 25 años en Hewlett Packard, en donde fue vicepresidente corporativo y miembro del consejo de administración de la compañía.
A lo largo de su carrera profesional, Antonio Manuel Pérez Álvarez ha ocupado una gran variedad de puestos relacionados con la investigación y desarrollo (I+D+i), ventas, fabricación, comercialización y gestión; tanto en Europa como en los Estados Unidos.

## Etapa en Kodak
El 2 de abril de 2003, Antonio Manuel Pérez Álvarez fue nombrado presidente de Kodak. El 19 de mayo de 2005, también fue nombrado CEO de Kodak tras la jubilación de Daniel Carp. El 1 de enero de 2006, fue elegido presidente del Consejo de Administración de la compañía.
Según declaraciones de Antonio Manuel Pérez Álvarez, una vez incorporado a la empresa Kodak; ha manifestado su intención de que la compañía debe de reinventarse a sí misma, centrándose en las impresoras y el software como nuevas metas empresariales; a pesar de este giro empresarial, bajo el liderazgo de Antonio Manuel Pérez Álvarez en 2005 el precio de las acciones de Kodak ha disminuido alrededor de 25 dólares la acción, situandóse incluso a menos de 1 dólar el 30 de septiembre de 2011. Además el número de empleados de Kodak se ha reducido a cerca de 7000 en Rochester (lugar donde tiene su sede Kodak).
Debido a estos reveses empresariales Antonio Manuel Pérez Álvarez fue nombrado uno de los peores presidentes de 2011 por varias fuentes de noticias financieras, incluyendo CNBC y The Motley Fool. 
Debido a estos reveses empresariales Antonio Manuel Pérez Álvarez intentó reflotar la compañía invirtiendo miles de millones en derechos de licencias de la propiedad intelectual de Kodak, debido a ello análistas financieros advirtieron que Kodak estaba gastando demasiado dinero, lo que podría provocar una situación de quiebra.

## Bancarrota de Kodak
El 19 de enero de 2012 Kodak anunció oficialmente la bancarrota de la compañía, acogiendóse a un proceso concursal bajo el cual la compañía tenía como plazo hasta febrero de 2013 para proporcionar un plan de reestructuración financiera aceptable.
Según el análista financiero Shannon Cross, afirmó que el problema para Kodak era que sus negocios principales no habían generado beneficios y que la empresa había estado viviendo de los derechos de licencia de la propiedad intelectual. 
Durante su declaración sobre la quiebra, Antonio Manuel Pérez Álvarez dijo que sus esfuerzos de reestructuración se vieron afectados por la recesión económica, que se desaceleró debido al crecimiento de nuevos negocios y aceleró la crisis de la industria del cine. También afirmó que los objetivos para la reestructuración empresarial incluyen la obtención de nuevo financiamiento; además de la venta de algunas de las patentes de la compañía y el ajuste de diversos gastos heredados (como por ejemplo las prestaciones sanitarias para los jubilados).
El 9 de febrero de 2012, Kodak anunció que va a dejar de fabricar cámaras digitales, cámaras de vídeo y marcos de fotos digitales.

## Vuelta a los beneficios en 2013 y reestructuración de la compañía
Debido a las drásticas medidas de reducción de personal y que la compañía logró adaptarse nuevamente a la era de la fotografía digital, Kodak consiguió salir así sanear sus cuentas y volver a la senda de los beneficios en el año 2013.
En marzo del año 2014, Antonio Manuel Pérez Álvarez es sustituido como consejero delegado de Kodak por Jeff Clarke.

## Premios, reconocimientos y controversias
Antonio Manuel Pérez Álvarez recibió el año 2008 el premio Corporate Distinguished Achievement Award otorgado por el B’nai B’rith International en reconocimiento por sus obras sociales y servicios humanitarios.
En el año 2009, Antonio Manuel Pérez Álvarez recibió el grado honorífico de Doctor en Derecho de la Universidad de Rochester; en el mismo año también fue nombrado uno del Top 10 del CEO, según la página web www.247wallst.com.
Aparte de los reconocimientos anteriormente citados, Antonio Manuel Pérez Álvarez también fue duramente criticado por ser uno de los peores ejecutivos de los Estados Unidos, debido al declive financiero sufrido por Kodak durante su período como presidente.
En febrero del año 2011, Antonio Manuel Pérez Álvarez fue nombrado miembro del Consejo sobre Empleo y Competitividad, creado por el presidente Barack Obama.